# Grégory Blanc
Grégory Blanc, né le 1er septembre 1980, est un homme politique français. Il est Sénateur de Maine-et-Loire depuis septembre 2023, Conseiller départemental de Maine-et-Loire depuis 2007, et Premier adjoint au Maire de Trélazé de 2007 à 2018. 

## Biographie

### Parcours politique

#### Au Parti socialiste
Il adhère au parti vers 1996, mais est aussi premier secrétaire de la section du Maine-et-Loire, de 2012 à 2016, date à laquelle il démissionne de son poste et du parti à la suite de désaccords locaux. Au cours de son aventure au sein du Parti socialiste (France), il dirige notamment les Campagnes électorales de Marc Goua de 2004 à 2012. 

#### Au niveau local et départemental
Il a été premier adjoint au maire de Trélazé[Quand ?] jusqu’en 2018, avant de démissionner de son poste ; il demeure conseiller municipal jusqu’en 2020
En mars 2011, il se présente aux élections cantonales, dans la canton d'Angers-Trélazé, avec Huguette Macé en binôme.
Il est également depuis 2015 conseiller départemental de Maine-et-Loire représentant le Canton d'Angers-7, et dont il est la tête de liste aux élections de 2015, rassemblant le PS et le PCF et les DVG, ainsi qu’à celles de 2021, de coalition PS, EÉLV, PCF,LFI, G.s, GÉ et les DVG. En entrant au Conseil départemental de Maine-et-Loire en 2007 il en devient le benjamin, en lieu et place de Christophe Béchu. Au sein du Conseil Départemental, Gregory Blanc préside le groupe d’opposition Divers gauche Anjou-en-Action

#### Au niveau national
Lors des élections du 24 septembre 2023 , il est élu sénateur  avec 18,43 % des voix du Maine-et-Loire sur sa liste « Avancer l'esprit ouvert »,,, de sensibilité Divers gauche en accord avec Europe Écologie Les Verts, et soutenue par Génération.s, le PRG et des cadres du PS. Il s’était auparavant  « engagé à siéger dans un groupe d’opposition au gouvernement s’il est élu sénateur ».
Grégory Blanc fait partie du groupe écologiste et siège à la commission des finances. En tant que Rapporteur spécial de la Mission pouvoirs publics, il est chargé du suivi du budget de l'Élysée, du Conseil constitutionnel, du Sénat, et de l’Assemblée nationale.